# بلینسگوزن (دهانه)
بلینسگوزن یک دهانه برخوردی در ماه‌ است.